# Louis Michel Français Doyère
Louis Michel Français Doyère (sinh ngày 28 tháng 2 năm 1811 tại
Saint-Michel-des-Essartiers, Calvados; mất năm 1863 tại Corsica) là một nhà động vật học và nhà nông học người Pháp. Nghiên cứu về gấu nước.

## Danh sách các loài và chi đặt tên
- Milnesium (Doyère, 1840)
- Milnesium tardigradum (Doyère, 1840)
- Hypsibius dujardini (Doyère, 1840)